# サハラ 死の砂漠を脱出せよ
『サハラ 死の砂漠を脱出せよ』（サハラしのさばくをだっしゅつせよ、原題: Sahara）は、2005年にアメリカで製作されたアクション映画。クライブ・カッスラーの人気シリーズ小説の映画化作品。

## 概要
クライブ・カッスラーの小説『ダーク・ピット』シリーズの『死のサハラを脱出せよ!』（原題は映画と同じく、Sahara）を原作としているが、脚色が多いことから、カッスラーは「製作側が自分の了承なしに大幅に脚本に手を加えた」とし、制作会社を提訴する動きを見せている。
この映画の撮影がきっかけで知り合ったマシュー・マコノヒーとペネロペ・クルスは、一時期交際していた。

## ストーリー
時は南北戦争末期。南軍最後の甲鉄艦テキサスはある重大な積荷と共に、北軍の包囲下にあったリッチモンドから脱出を果たす。そしてこれ以降、テキサスの姿を見た者はなかった。
時は移り現代。海洋学者ダーク・ピットは、アメリカ政府に属するサンデッカー提督率いるNUMA（国立海中海洋機関）一員であると同時に、世界中のあらゆる場所に眠っている秘宝を探し出すトレジャーハンターでもある。そんな彼は提督をはじめ仲間内からの評判はいいが、仕事の舞台がアフリカになる度に「甲鉄艦テキサスは、アフリカの奥地に眠っている」と主張して譲らず、この点に関しては冷ややかに見られていた。ピットがそう主張する根拠は、南北戦争と同じ時代にダカールの灯台守が記した記録に「銀色の見たことのない船が、嵐の海に浮かんでいた」とあったことだけ。大海を渡ることを前提に作られていない甲鉄艦で、それも川を遡って内陸へ移動するなど不可能だと提督らは言うが、ピットは「南軍最後の甲鉄艦が北軍の手に渡ったり沈められたりしないように、彼らは大西洋を横断してアフリカへ向かった。嵐の年なら海も川も水位が増して、内陸へも入れる」と言う。
その頃ナイジェリアでは謎の疫病が流行っており、WHOの女性医師エヴァ・ロハスは患者から話を聞く中で感染源が内陸部のマリにあると察するが、直後に謎の男に襲われ、患者から採った血液などの荷物を奪われ、さらに首を絞められて殺されかけるが、そこに現れたピットによって救われる。一方ピットは現地である1枚の金貨を手に入れる。その金貨は、南軍の手で作られたが造幣所を北軍が破壊したために少数しか完成せず、貴重な軍資金として甲鉄艦テキサスに積み込まれたとされる代物であった。やがてテキサスに関する記録を見つけたピットはテキサスがニジェール川を遡ってマリへ向かったことを突き止めるが、肝心のマリは内紛下にあり、クーデターで実権を握った独裁者のカジーム将軍によって国境は封鎖されていた。
しかしピットは密入国という形で、テキサスが眠る可能性のあるマリ領内のサハラ砂漠を目指す。さらにエヴァもマリで発生した疫病の正体を探るため、ピットに同行する。
しかし、一連の行動はカジーム将軍に筒抜けであり、エヴァはその美貌が将軍の目に止まってまんまと拉致されてしまった。

## 登場人物
ダーク・ピット
演 - マシュー・マコノヒー
海洋学者のトレージャーハンター。襲われていたエバを助けたことで雇用される。
アル・ジョルディーノ
演 - スティーヴ・ザーン
ダークの仲間。
エヴァ・ロハス
演 - ペネロペ・クルス
WHOの医師。見解から病気の解明のためにアフリカのマリで調査をしたいと考える。
ジェームズ・サンデッカー
演 - ウィリアム・H・メイシー
提督。ダークを雇う。
ルディ・ガン
演 - レイン・ウィルソン
ダークの仲間。
カール
演 - デルロイ・リンドー
ダークたちの救出を依頼された男。
イヴ・マサード
演 - ランベール・ウィルソン
実業家。違法な商売もしており、カジームとも癒着している。エヴァを襲わせた張本人の一人。
ザテッド・カジーム
演 - レニー・ジェームズ
将軍。イヴと繋がっている。
フランク・ホッパー
演 - グリン・ターマン
博士。エヴァの同僚。拉致されて殺害される。

## キャスト
| 役名                         | 俳優                    | 日本語吹替                                                                         | 日本語吹替 |
| 役名                         | 俳優                    | ソフト版                                                                           | テレビ東京版                                                                                                   |
| ---------------------------- | ----------------------- | ---------------------------------------------------------------------------------- | --- |
| ダーク・ピット               | マシュー・マコノヒー    | 小山力也                                                                           | 大塚芳忠 |
| アル・ジョルディーノ         | スティーヴ・ザーン      | 桐本琢也                                                                           | 森川智之 |
| エヴァ・ロハス               | ペネロペ・クルス        | 藤本喜久子                                                                         | 日野由利加 |
| ジェームズ・サンデッカー提督 | ウィリアム・H・メイシー | 佐々木梅治                                                                         | 佐々木勝彦 |
| ルディ・ガン                 | レイン・ウィルソン      | 遠藤純一                                                                           | 勝杏里 |
| カール                       | デルロイ・リンドー      | 西凜太朗                                                                           | 土師孝也 |
| イヴ・マサード               | ランベール・ウィルソン  | 大滝寛                                                                             | 木下浩之 |
| ザテッド・カジーム将軍       | レニー・ジェームズ      | 岩崎ひろし                                                                         | 堀内賢雄 |
| フランク・ホッパー博士       | グリン・ターマン        | 田中正彦                                                                           | 麦人 |
| 役不明又はその他             | N/A                     | 小谷津央典 岡和男 田中完 今村直樹 野中秀哲 中西陽介 河本邦弘 松下こみな 一木美名子 | 廣田行生 木村雅史 樫井笙人 緒方文興 鈴木琢磨 西宏子 岸野真一 船木真人 小川一樹 河相智哉 安齋龍太 林和良 伝坂勉 |
|                              |                         |                                                                                    | |
| 演出                         | N/A                     | 福永莞爾                                                                           | 小山悟 |
| 翻訳                         | N/A                     | 森みさ                                                                             | 久布白仁司 |
| 調整                         | N/A                     | 飯野和義                                                                           | 新井保雄 |
| 効果                         | N/A                     |                                                                                    | リレーション                                                                                                   |
| 収録                         | N/A                     | オムニバス・ジャパン                                                               | |
| 担当                         | N/A                     | 尾藤綾子                                                                           | 別府憲治 |
| 制作                         | N/A                     | 東北新社                                                                           | HALF H･P STUDIO                                                                                                |
| プロデューサー               | N/A                     | 武藤政夫 吉野秀宏 Celida Scarf                                                     | |
| 初回放送                     | N/A                     | N/A                                                                                | 2007年12月13日 21:00-22:54 『木曜洋画劇場』                                                                    |

## スタッフ
- 監督：ブレック・アイズナー
- 原作：クライブ・カッスラー『死のサハラを脱出せよ』[注 1]
- 製作総指揮：ヴィッキー・ディー・ロック
- プロデューサー：メイス・ニューフェルド、ステファニー・オースティン
- 脚本：トーマス・ディーン・ドネリー、ジョシュア・オッペンハイマ、ジョン・C・リチャーズ、ジェームズ・V・ハート
- 音楽：クリント・マンセル（元ポップ・ウィル・イート・イットセルフ）
- 撮影：シーマス・マッガーヴェイ
- 編集：アンドリュー・マックリッチー
- 視覚効果：マーラ・ブライアン
- 衣装：クリス・マンセル

## 評価
本作には否定的な評価が下されている。映画批評集積サイトのRotten Tomatoesには171件の批評家レビューがあり、支持率は39％、平均点は10点満点中5.2点となっている。全体の批評を総括すると「馬鹿げた脚本による底の浅い冒険映画」となる。また、Metacriticには、33件のレビューがあり、加重平均値は41/100となっている。